# Erik Øckenholt
Erik Øckenholt (født 6. oktober 1961 i København) er en dansk billedkunstner.
I årene 1982-88 studerede han ved Det Kongelige Danske Kunstakademi, hvorefter han læste på Skolen for Mediekunst og Kunstformidling fra 1989 til 1991. I årene 1988-1989 opholdt Erik Øckenholt sig i Rom på et arbejdsophold og fra 1991-1992 i New York.
Erik Øckenholt er repræsenteret på Vejle Kunstmuseum og Statens Museum for Kunst. 

## Udmærkelser og legater
- Akademiraadets rejselegat 1997 og 1998
- Kunstnerfonden af 1973
- Statens Kunstfonds arbejdslegat 1997 og 2003
- Statens Kunstfonds rejselegat 1988, 1992, 1997, 1999 og 2000
- Marie Månssons Legat
- Gerda Iversens Mindelegat
- Henry Heerups Legat
- Det Bindesbøllske Legat
- Dronning Ingrids Romerske Legat
- Dronning Margrethe og Prins Henriks Fond
- Københavns Amts Kulturpris